# 利什曼病

每万人中利什曼病患者人数，世界卫生组织2002年数据
无数据
少于 20
20-30
30-40
40-50
50-60
60-70
70-80
80-100
100-120
120-150
150-200
大于 200

利什曼病（英語：Leishmaniasis）是一種由寄生原生動物利什曼原蟲造成的疾病，是由特定種類的白蛉叮咬所散播。這種疾病主要分為三種：皮膚、黏膜及內臟的利什曼疾病。皮膚利什曼病會有皮膚上的潰瘍、黏膜利什曼病會有皮膚、鼻子上的潰瘍、內臟利什曼病一開始會是皮膚上的潰瘍，後來會有發燒、紅血球數量減少，以及脾臟和肝臟的腫大。內臟利什曼病又被称为黑热病。
此病的名称来自在1901年首次分离出病原体的英国军医威廉·布格·利什曼（William Boog Leishman），但正确认定其病原体为一种新型寄生虫的人是罗纳德·罗斯。
會傳染利什曼病給人類的白蛉超過20種。利什曼病的危險因子有貧窮、營養不良、森林開伐及都市化。三種利什曼病都可以在顯微鏡下觀察病原蟲來診斷，內臟利什曼病也可以用血液檢查來診斷。
若睡在塗有殺蟲劑的蚊帳內，可以降低沙利曼病發生的可能性。其他的方式包括噴灑殺蟲劑消滅白蛉，以及及早治療沙利曼病的病患，避免進一步的感染。治療方式和罹患此疾病時所在的地區、沙利曼病的種類以及感染的方式有關。可治療內臟利什曼病的藥物有：兩性黴素B、五價銻及巴龍黴素一起使用、以及米替福新。若是皮膚利什曼疾病，可以用巴龍黴素、氟康唑或噴他脒治療。
目前世界上有98個國家有利什曼病，感染人數約有1,200萬人。每年約有200萬個新的病例，每年死亡人數約為2-5萬人。在亞洲、非洲、中南美洲及南歐，約有2億人住在容易罹患利什曼病的地區。
有研究指出，未適當處理的屍體亦有傳播此疾病之虞。庫爾德紅新月會指控，伊斯蘭國在敘利亞內戰期間隨意在街上處決無辜者、而且沒有埋葬，導致了此疾這病在敘利亞的傳播。
世界衛生組織可以用優惠價取得一些可治療此疾病的藥物。利什曼疾病也會出現在其他動物上，包括狗和鼠。

## 生活史

利什曼原蟲生活史

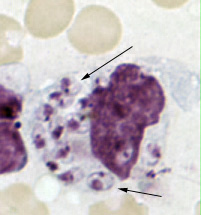
巨噬細胞中的利什曼原蟲（顯微鏡照片）

利什曼原蟲的生活史有前鞭毛體（promastigote） 及無鞭毛體（amastigote）時期，依圖順序的生活史說明如下：
1. 帶有前鞭毛體利什曼原蟲的雌性白蛉叮咬人類後，利什曼原蟲進入人體
2. 在人體中，被巨噬細胞吞噬
3. 在巨噬細胞中，前鞭毛體轉型為無鞭毛體
4. 無鞭毛體在巨噬細胞和其他組織細胞(顆粒球、吞噬細胞)中增生
5. 白蛉叮咬帶有病原的人類時，攝入被寄生的細胞
6. 細胞中的無鞭毛體進入白蛉的中腸
7. 在中腸，由無鞭毛體發育為前鞭毛體，並轉移至白蛉的咽頭發育成感染型，侵入口吻的尖端

## 外部連結
- 寄生蟲學-protozoa(原蟲)-Leishmania(利什曼原蟲)（页面存档备份，存于）
- （中文），中国国家质量监督检验检疫总局办公厅上关于利什曼病的简介
- （英文），Doctors Without Borders' leishmaniasis information page（页面存档备份，存于）
- （英文），Drugs for Neglected Diseases Initiative（页面存档备份，存于）
- （英文），International Leishmania Network
- （英文），Leish-L discussion list
- （英文），World Health Organization's leishmaniasis e-compendiumArchive.today的存檔，存档日期2012-12-12
- 中的“利什曼病”